# 山形鋳物
山形鋳物（やまがたいもの）は、日本の伝統的工芸品。 山形県山形市とその周辺に伝わる鋳物で、1975年に、経済産業省（当時の通産省）に伝統的工芸品に指定された。また、鋳物の技術を利用した機械部品鋳物も盛んに作られている。

## 歴史
平安時代の中頃に、前九年の役を治めるため、源頼義が山形を訪れた際に、従軍した鋳物職人が、馬見ヶ崎川の砂と周辺の土質が鋳物に適することから、一部がこの地に留まって鋳物を作ったのが始まりといわれる。1356年（延文元年）、斯波兼頼による山形城築城の際に鋳物を献納したと伝わる。
慶長年間、山形領主となった最上義光は、鋳物師17人を鍛治町から隣の町に移して銅町と命名し、鋳物産地としての基礎が作られた。当時の山形の町は、修験道で知られた出羽三山神社の霊験への参詣人が一夏一万人にも及ぶ賑やかな門前町であり、土産として求める山形鋳物の仏具、日用品の需要が高まった。その後、1615年（元和元年）頃に山形唐金鋳物（ブロンズ）の技術が確立され、梵鐘や灯籠などが鋳造されるようになり、銅町は一大鋳物産地として発展していった。
時代の変遷とともに、機械鋳物も生産されるようになり、終戦後の物資不足を契機とした織機、農機具、鉱山用機械刃物、さらにミシン産業の隆盛に伴うミシン鋳物が急激に成長した。しかし、敷地の狭隘化、施設の老朽化、労働環境の悪化、作業の省力化といった課題が山積したため、1973年、日本初の一業種専用工業団地となる山形鋳物工業団地へ工場の集団移転が行われ、当該地は「鋳物町」と命名された。
1975年、伝統的工芸品として指定を受けた。

## 特色
伝統に磨かれた独特の鋳型作り、文様押し、肌打ち、漆仕上げ等伝統的技法により、薄物で繊細な肌と形の正確さが特徴である。茶道で使われる茶の湯釜の大半が山形産の鋳物である。